# Oncocnemis linda
Oncocnemis linda là một loài bướm đêm trong họ Noctuidae.